# Studiensammlung Kern

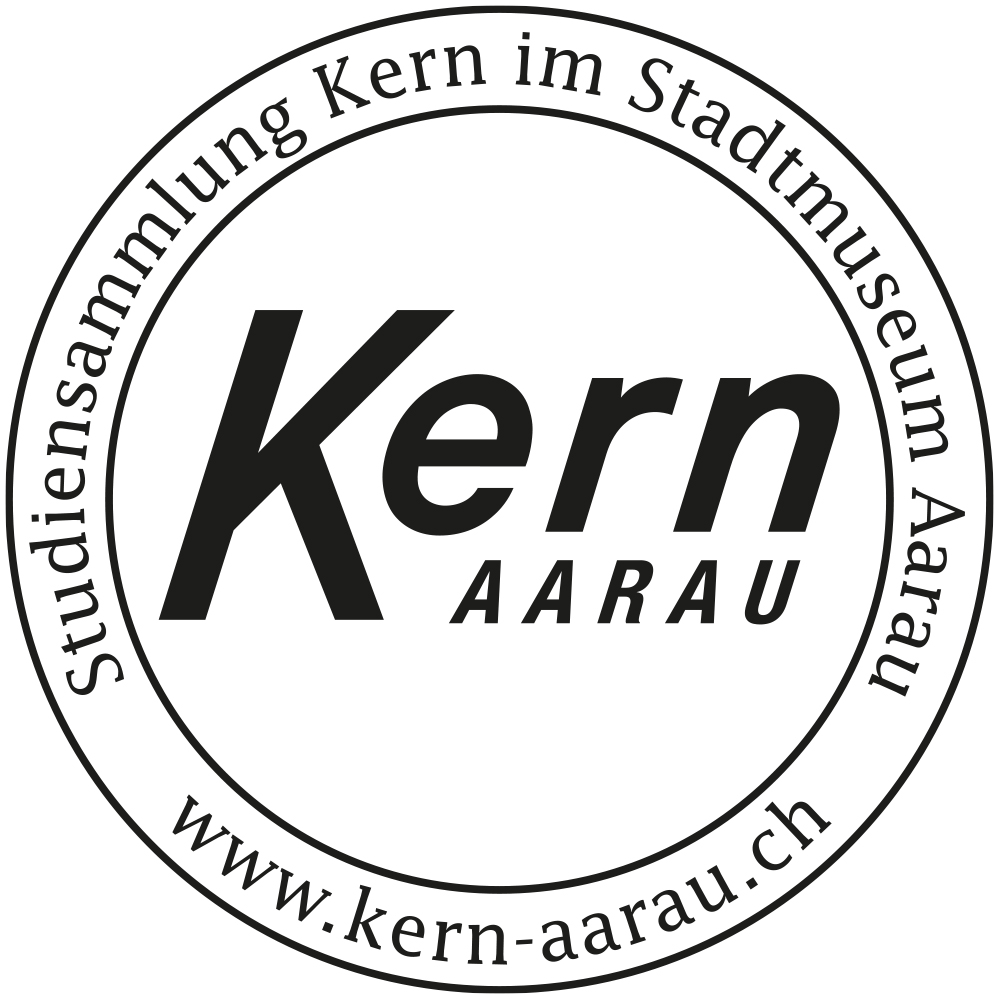
Logo der Studiensammlung Kern im Stadtmuseum Aarau

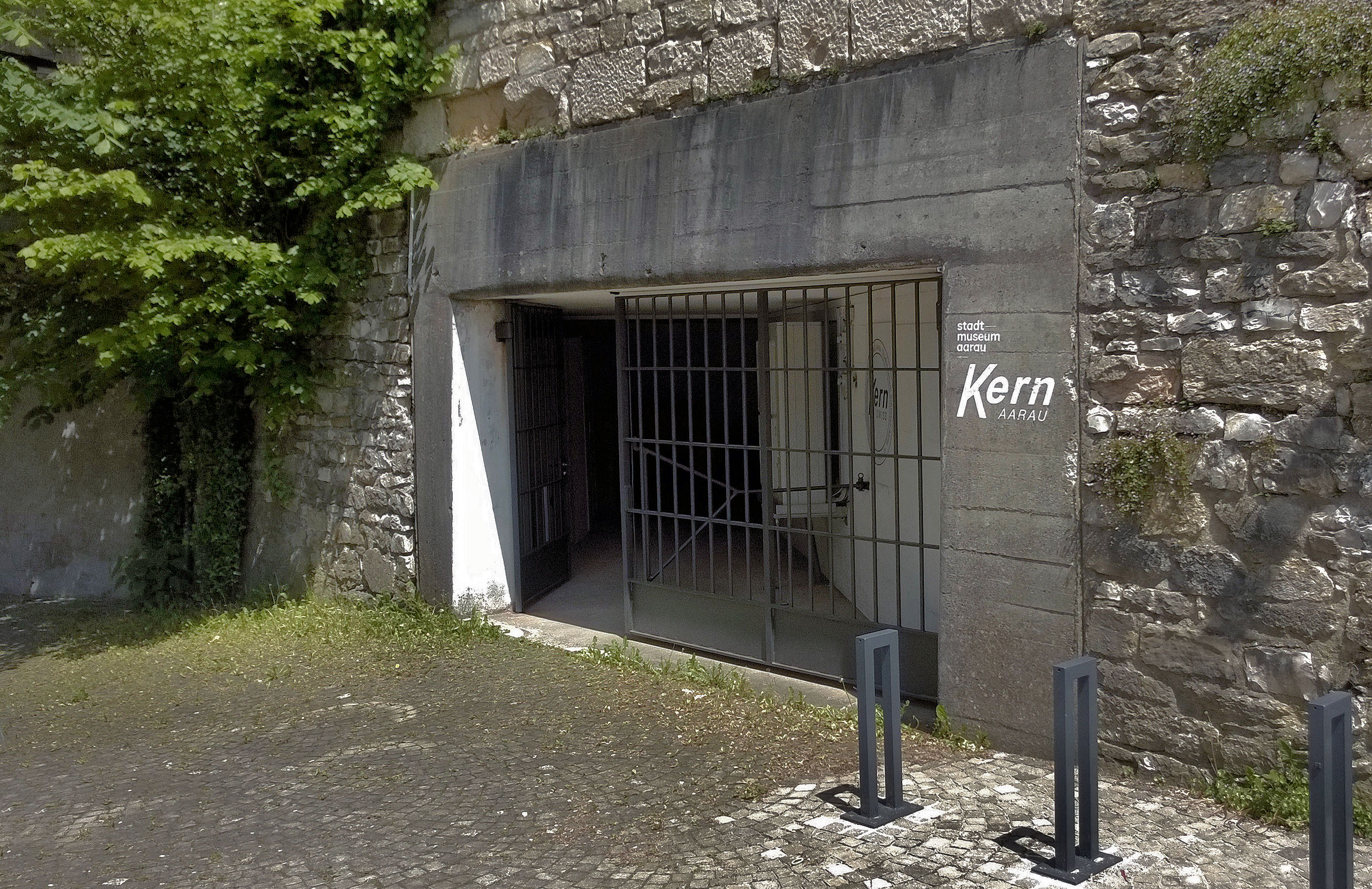
Eingang zur Studiensammlung

Die Studiensammlung Kern ist eine seit 2009 bestehende Ausstellung in der Schweizer Stadt Aarau.
Der renommierte Messinstrumenten-Hersteller Kern & Co. AG wurde 1992 geschlossen, nachdem er 1988 von der damaligen Wild Heerbrugg übernommen worden war. Eine umfangreiche Sammlung an historisch wertvollen Geräten, Dokumenten, Bilder, Geschäftsbücher und die Bibliothek wurde als Schenkung dem Stadtmuseum Aarau übergeben.
Ein kleiner Teil der Sammlung konnte ab 1998 im Dachgeschoss des Schlössliturmes eingerichtet und der Öffentlichkeit gezeigt werden. Der Rest musste in verschiedenen Depots und Lagerräumen zwischengelagert werden. Es fehlte an geeigneten Räumlichkeiten, die umfangreiche Sammlung wirkungsvoll zu präsentieren.
Erst 2008 wurde entschieden, eine stillgelegte Zivilschutzanlage in unmittelbarer Nähe des Stadtmuseums für die Sammlung Kern herzurichten. Mit grossem Aufwand wurden die Räumlichkeiten renoviert und mit den notwendigen Einrichtungen versehen, die für den Empfang von Besuchern notwendig sind.
Wie es der Name bereits sagt, werden in einer Studiensammlung die Bestände grundsätzlich nicht hinter Glas ausgestellt. Dem Publikum bietet sich die Gelegenheit, die Objekte in Funktion zu zeigen und sie gelegentlich auch selber zu manipulieren, dies in Anwesenheit und mit Unterstützung von Fachleuten. Wegen des Personalaufwands ist das Museum nicht dauernd geöffnet, sondern nur zu bestimmten Zeitpunkten oder nach Vereinbarung.
Anlässlich der Hellen Nacht vom Samstag, dem 5. November 2022 öffnete die Sammlung Kern in neuem Glanz. Mit einer umfangreichen Renovation wurden die Räumlichkeiten neu gestaltet. Besonderen Wert bei der Szenografie legte man auf eine attraktive und übersichtliche Präsentation.
In regelmässigen Abständen finden öffentliche Führungen statt. Für Gruppen und interessierte Einzelpersonen sind Fachveranstaltungen zu den verschiedensten Themen möglich.

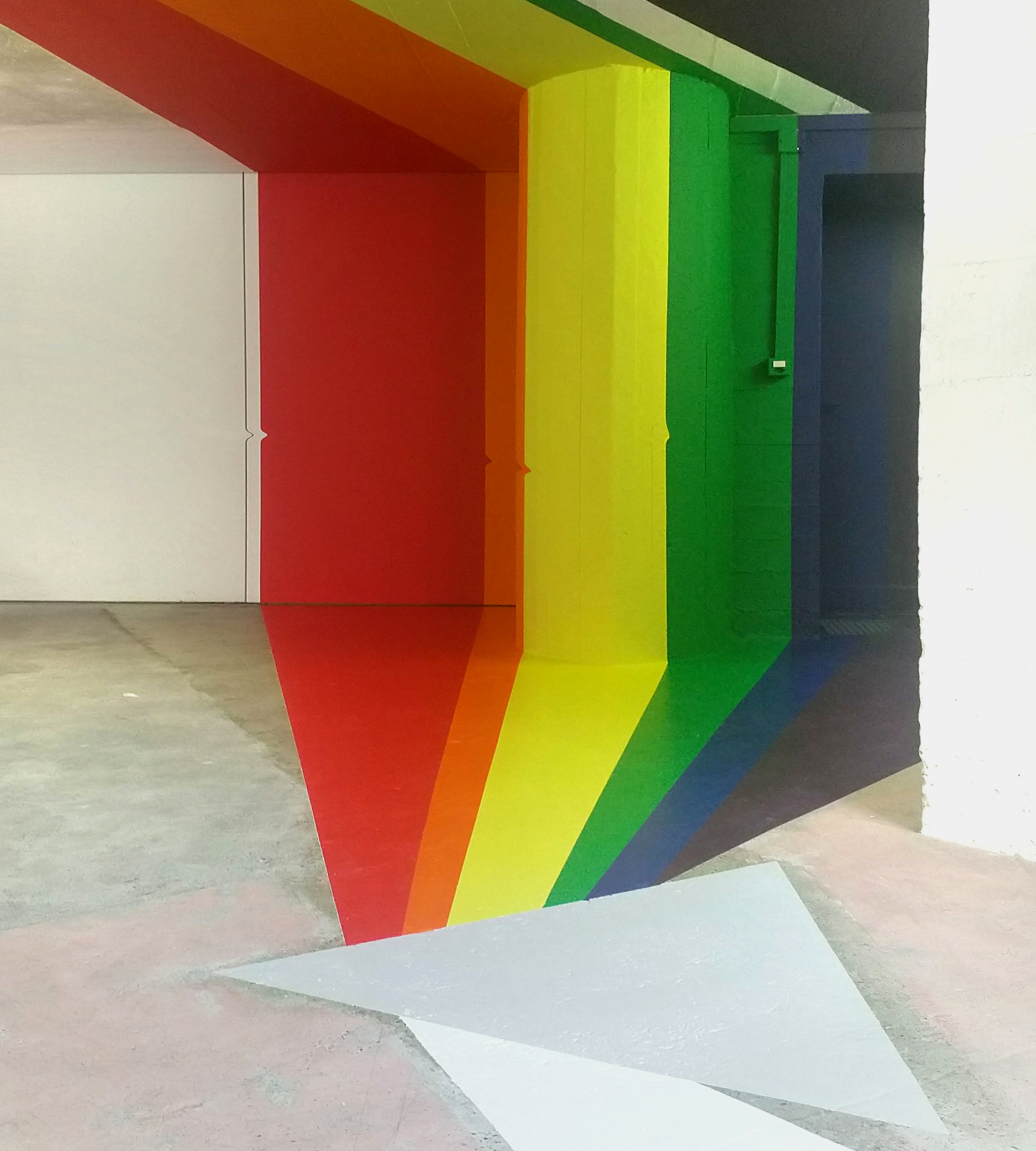
Der Eingangsbereich: Das ganze Spektrum von Kern in den neugestalteten Räumlichkeiten der Sammlung Kern